# Grega Žemlja
Grega Žemlja, né le 29 septembre 1986 à Jesenice, est un joueur de tennis slovène, professionnel de 2004 à 2017.
Il a notamment été finaliste de l'Open de Vienne en 2012.

## Carrière
En 2009, il rentre pour la première fois de sa carrière dans le tableau final d'un tournoi du Grand Chelem, à Wimbledon où il s'incline au premier tour.
Le 6 août 2012, il devient le 3e joueur de tennis slovène à rentrer dans le top 100, une semaine après Aljaž Bedene. Il est en revanche le seul à avoir fait partie du top 50. Lors de l'Open de Vienne en octobre, alors qu'il n'avait jusqu'alors jamais dépassé les huitièmes de finale dans un tournoi ATP, il atteint sa première finale qu'il perd contre Juan Martín del Potro. Il y bat par ailleurs son premier top 10, Janko Tipsarević qui était 9e.
En 2013, au tournoi de Wimbledon, il bat au deuxième tour Grigor Dimitrov au terme d'un combat de cinq manches (3-6, 7-64, 3-6, 6-4, 11-9). Au troisième tour, il affronte Juan Martín del Potro mais s'incline à nouveau face à l'Argentin. Diminué par une mononucléose en fin d'année, il fait un bref retour en avril 2014 où il joue six tournois. Il revient à la compétition en février 2015 sur le circuit ITF.
Il a remporté onze tournois Future, dont sept en Slovénie, et six tournois Challenger : Cancún en 2009, Caloundra en 2011, Nottingham, Anning et Pékin en 2012 et Portorož en 2013.
Il est membre de l'équipe de Slovénie de Coupe Davis.

## Palmarès

### Titre en simple
Aucun

### Finale en simple
| No | Date       | Nom et lieu du tournoi              | Catégorie | Dotation  | Surface    | Vainqueur             | Score    |          |
| -- | ---------- | ----------------------------------- | --------- | --------- | ---------- | --------------------- | -------- | -------- |
| 1  | 15/10/2012 | Tournoi de tennis de Vienne, Vienne | ATP 250   | 486 750 $ | Dur (ext.) | Juan Martín del Potro | 7-5, 6-3 | Parcours |

### Titre en double
Aucun

### Finale en double
Aucune

## Parcours dans les tournois duGrand Chelem

### En simple
| Année | Open d'Australie | Open d'Australie | Internationaux de France | Internationaux de France | Wimbledon       | Wimbledon       | US Open         | US Open       |
| ----- | ---------------- | ---------------- | ------------------------ | ------------------------ | --------------- | --------------- | --------------- | ------------- |
| 2009  | —                | —                | —                        | —                        | 1er tour (1/64) | A. Montañés     | —               | —             |
| 2010  | 1er tour (1/64)  | Be. Becker       | 2e tour (1/32)           | T. Gabachvili            | —               | —               | —               | —             |
| 2011  | 1er tour (1/64)  | M. Baghdatís     | —                        | —                        | 2e tour (1/32)  | G. Monfils      | —               | —             |
| 2012  | —                | —                | —                        | —                        | 2e tour (1/32)  | F. Verdasco     | 3e tour (1/16)  | J. Tipsarević |
| 2013  | 1er tour (1/64)  | M. Granollers    | 2e tour (1/32)           | K. Nishikori             | 3e tour (1/16)  | J. M. del Potro | 1er tour (1/64) | R. Federer    |

N.B. : à droite du résultat se trouve le nom de l'ultime adversaire.

### En double
| Année | Open d'Australie          | Open d'Australie     | Internationaux de France | Internationaux de France     | Wimbledon                 | Wimbledon                     | US Open                      | US Open               |
| ----- | ------------------------- | -------------------- | ------------------------ | ---------------------------- | ------------------------- | ----------------------------- | ---------------------------- | --------------------- |
| 2013  | 1er tour (1/32) N. Monroe | X. Malisse D. Norman | 2e tour (1/16) A. Bedene | A.-U.-H. Qureshi J.-J. Rojer | 1er tour (1/32) A. Bedene | Sa. Ratiwatana So. Ratiwatana | 1er tour (1/32) M. Matosevic | N. Davydenko M. Elgin |

N.B. : le nom du ou de la partenaire se trouve sous le résultat ; le nom des ultimes adversaires se trouve à droite.

## Parcours dans lesMasters 1000
| Année | Indian Wells | Miami            | Monte-Carlo | Madrid | Rome | Canada              | Cincinnati | Shanghai | Paris |
| ----- | ------------ | ---------------- | ----------- | ------ | ---- | ------------------- | ---------- | -------- | ----- |
| 2013  | —            | 3e tour G. Simon | —           | —      | —    | 1er tour Ivan Dodig | —          | —        | —     |

N.B. : sous le résultat se trouve le nom de l’ultime adversaire.